# McDonaldland
McDonaldland — это медиафраншиза компании McDonald's, представляющая собой вымышленный фэнтезийный мир, населённый Рональдом Макдональдом и его друзьями.
Первоначальные попытки расширить вселенную McDonaldland, предпринятые маркетинговым агентством Needham, Harper & Steers, были отложены из-за юридических проблем. Однако в настоящее время развитие этого проекта продолжается в рамках сотрудничества McDonald's с такими компаниями, как Data East, Virgin Interactive, Treasure, SEGA и Klasky Csupo.
Сериал рассказывает о приключениях Рональда Макдональда. Протагонист имеет рыжие волосы, лицо раскрашено в белый и красный цвета, носит жёлтый комбинезон поверх красно-белой полосатой рубашки с длинными рукавами и жёлтые перчатки.
Персонажи McDonaldland стали основой для создания тематического оборудования в PlayPlaces, которые были установлены в некоторых точках сети ресторанов McDonald's. Эти игровые зоны предназначены для маленьких детей и включают в себя комнаты отдыха.
Несмотря на то, что некоторые маскоты McDonaldland стали менее популярными с 2003 года, некоторые персонажи, такие как Рональд Макдональд, Гримаса, Берди Ранняя Пташка и Гамбургер, по-прежнему используются в рекламных роликах, наборах игрушек Happy Meal и в материалах, связанных с благотворительным проектом Ronald McDonald House.
В 2019 году и позднее были выпущены тематические серии фигурок Funko Pop! McDonaldland, включающие Рональда, Гримаса, Гамбургер, Fry Kids и McNugget Buddies, Берди Раннюю Пташку, мэра МакЧиза и офицера Биг Мака.

## Сеттинг

### Место действия
Действие McDonaldland разворачивается преимущественно в собственном мире, полном высокой фантазии.
В более ранних рекламных роликах в McDonaldland можно увидеть разнообразные фантастические элементы: разумные деревья, которые выращивают яблочные пироги, грядку с гамбургерами, грядку с картофелем фри, вулкан с шейком, озеро с Filet-O-Fish и даже одноразовую гору с Sundae.
В серии «The Wacky Adventures of Ronald McDonald» жители Макдоналдленда были показаны способными путешествовать между мирами с помощью слайдов PlayPlace. Рональд — главный герой, обладающий магическими способностями, который выступает в роли посланника добра и свободы. Он отправлялся в тропический лес, чтобы привлечь внимание к проблеме исчезновения видов и вырубки лесов.
В мире Макдоналдленд существуют истории, которые демонстрируют трансформацию отрицательных персонажей в положительных. Гримас, ранее представлявший собой фиолетового монстра, похищавшего напитки и коктейли у посетителей, теперь стал «хорошим парнем». Гамбурглар, ранее выступавший в роли злодея, который крал гамбургеры и сэндвичи, теперь больше похож на положительного персонажа.

## История
Название «McDonaldLand» происходит от сети ресторанов McDonald's, основанной Ричардом и Морисом Макдональдами и популяризированной Рэем Кроком. Изначально образ Рональда Макдональда был создан Уиллардом Скоттом, бывшим актёром фильма «Клоун Бозо». В 1963 году он и вашингтонский франчайзи Оскар Голдштейн разработали основные черты персонажа.
Идея расширения вселенной McDonaldland была передана на аутсорсинг компании Needham, Harper & Steers в 1970–1971 годах по запросу McDonald's для использования в своих ресторанах. Первый рекламный ролик вышел в эфир в январе 1971 года.
Ранние рекламные ролики были полны оптимизма. Во многих из них были сюжеты, в которых участвовали различные злодеи, такие как Гамбурглар, Злая Гримаса и Капитан Крук, пытавшиеся украсть соответствующий продукт питания, но постоянно останавливаемые Рональдом.
В 1973 году Сид и Марти Кроффт подали иск против компании McDonald's, утверждая, что концепция McDonaldland является плагиатом их телешоу HR Pufnstuf. В ходе судебного разбирательства по делу Sid & Marty Krofft Television Productions Inc. против McDonald's Corp. Кроффт также утверждал, что персонаж Мэр МакЧиз нарушает авторские права на HR Pufnstuf. Актёр, озвучивающий Пуфнстафа, Ленни Вайнриб, даже был использован в рекламе McDonaldland в качестве голоса Гримаса.
Суд присяжных вынес решение в пользу Кроффт, и McDonald's был обязан выплатить 50 000 долларов. Обе стороны обжаловали решение в Апелляционном суде Соединённых Штатов по Девятому округу. В решении 1977 года Апелляционный суд пересмотрел размер убытков в пользу Кроффт и увеличил его до более чем 1 000 000 долларов. В 1976 году компания Remco выпустила серию шестидюймовых фигурок, изображающих персонажей.
В 1980-х и 1990-х годах реклама, связанная с McDonaldland, оставалась популярным маркетинговым инструментом. После судебного процесса в качестве персонажей были сохранены Рональд Макдональд, Гримаса, Гамбурглар и French Fry Gobblins, которые впоследствии были переименованы в Fry Guys.
Мэр МакЧиз, офицер Биг Мак, капитан Крук и профессор использовались до 1985 года. Однако они вернулись для рекламы Sears в 1987 году.
Берди Ранняя Пташка присоединился к составу вскоре после того, как представил новую линию завтраков ресторана в начале 1980-х годов. Некоторые физические облики персонажей были пересмотрены в более поздних рекламных роликах, в частности, Гамбурглар, Гримаса и Берди.
В рамках продвижения продукции McDonald's были выпущены товары с персонажами Макдоналдленда, включая детский журнал «McDonaldland Fun Times», который выходил шесть выпусков в год.
В 1989 году был выпущен анимационный фильм «McDonald’s Treasure Land Adventure», в котором было представлено множество персонажей Макдоналдленда 1980-х годов. Также были разработаны видеоигры с участием персонажей, такие как MC Kids и McDonald's Treasure Land Adventure.
С 1998 по 2003 год компания «Класки Чупо» совместно с McDonald's выпустила анимационный сериал, который транслировался напрямую на видеокассетах VHS под названием «The Wacky Adventures of Ronald McDonald». В сериале были представлены Рональд, Гримаса, Берди, Гамбурглар и несколько новых персонажей.
Сериал начинается с живого действия, которое создаёт атмосферу футуристического мира Макдоналдленда. Когда персонажи спускаются в трубу или используют другие средства передвижения, они превращаются в анимированные образы. В каждом из шести эпизодов Рональд и его друзья отправляются в увлекательное путешествие, открывая для себя новые горизонты.
В начале 2000-х годов компания McDonald's активно экспериментировала с анимацией персонажей, стремясь повысить свои рейтинги. Были запланированы рекламные ролики с участием Гамбургера и других популярных персонажей, а также с привлечением знаменитостей, но они так и не были реализованы.
Между рекламными агентствами возникли разногласия по поводу использования персонажей, и было принято решение отказаться от этой идеи. Вместо этого компания сосредоточилась на рекламной кампании «I'm lovin' it», предложенной агентством Leo Burnett.
В результате персонажи McDonald's перестали появляться в рекламных кампаниях и игрушках Happy Meal. Однако они продолжают использоваться в рекламе и на площадках для игр McDonald's, а также на декоративных сиденьях для детских дней рождения и нагрудниках. В этих случаях используются только Рональд Макдональд, Берди, Гримас, Hamburglar и Fry Kids.
До 2008 года персонажи можно было увидеть на некоторых стаканчиках для безалкогольных напитков. Сейчас они появляются только в виде печенья в пакетиках под названием «McDonaldland Cookies».
Генеральный директор McDonald's Джим Скиннер выразил поддержку Рональду Макдональду и заверил, что он «здесь, чтобы остаться».
Сегодня в некоторых ресторанах McDonald's всё ещё можно увидеть Рональда Макдональда и Гримаса в окнах. В современных рекламных роликах Рональд Макдональд предстаёт в различных ситуациях с детьми, будь то посещение ресторана или визит к больным детям в Доме Рональда Макдональда.
Другие персонажи также продолжают появляться в рекламных кампаниях. Персонаж из оригинальной Happy Meal Gang 1979 года, который был изображён на коробке с Happy Meal, был переработан и стал главным героем HappyMeals в 2010-х годах. В середине 2010-х McDonald's выпустил пародию на хипстерскую версию Hamburglar, которого сыграл Макс Гринфилд. Гримас появился без слов в рекламе игрушек Happy Meal Monsters vs. Aliens, а также сыграл эпизодическую роль в рекламе McDonald's Super Bowl LVI 2022 года, где его озвучил Райан Рейнольдс.
Funko, известная своими коллекционными фигурками, с 2019 года выпускает серию Pop! Vinyl!. В этой линейке представлены разнообразные персонажи из Макдоналдленда, включая отдельную линию, посвящённую The McNugget Buddies. Кроме того, некоторые персонажи были перерисованы, например, мэр МакЧиз и офицер Биг Мак.

## Персонажи
Рональд Макдональд — это протагонист и официальный талисман McDonald's. Он представлен в образе клоуна с рыжими волосами и широкой красной улыбкой, облачённого в жёлтый комбинезон и красные туфли.
Hamburglar — небольшой грабитель, который появился в 1971 году в роли одного из первых антагонистов рекламных роликов McDonald's. Он часто пытался украсть гамбургеры и чизбургеры у Рональда.
В своих первых рекламных появлениях его часто называли «хитрым старым Гамбургларом». В одной из реклам, посвящённых меню завтраков McDonald's, он был одет в белую футболку с надписью «Одинокий бегун».
Изначально Гамбурглар говорил на тарабарском языке «robble robble», который должен был переводить Капитан Крук. В 1985 году он был повторно представлен уже как один из главных героев. Его внешний вид стал более дружелюбным, а речь — более понятной, хотя в ней всё ещё звучали слова «robble». Однако его склонность к попыткам украсть бургеры осталась неизменной.
В 2015 году McDonald's вернул Гамбурглара в рамках продвижения нового бургера с филе.
Grimace — большой фиолетовый монстр, который впервые появился в ноябре 1971 года как «Злой Гримас». В своих ранних проявлениях он был одним из первых главных антагонистов, изображаемый с двумя парами рук, которые использовались для кражи молочных коктейлей и кока-колы.
Вскоре слово «злой» было исключено из имени Гримаса, и в 1972 году он был повторно представлен уже как главный герой, с одной парой рук. С тех пор он оставался довольно неуклюжим, но всё таким же дружелюбным монстром.
Его точная природа была предметом споров: в интервью 2010 года представитель McDonald's утверждал, что Гримас является воплощением вкусового сосочкового рецептора. В твите 2014 года с аккаунта McDonald's в Twitter говорилось: «Предания о Гримасе гласят, что он является воплощением молочного коктейля или вкусового рецептора».
В 2021 году Брайан Бейтс, франчайзи в Канаде, в широко освещавшемся в прессе интервью заявил, что Гримас представляет собой антропоморфный вкусовой сосочковый рецептор. В своей статье в The Takeout Лиллиан Стоун выступила с опровержением, ссылаясь на другие источники, которые доказывают, что Гримас принадлежит к роду Гримасов. Среди них упоминается его дядя О'Гримаси, известный своей кампанией по продвижению Shamrock Shake.
Чтобы отметить 51-ю годовщину со дня рождения персонажа, в 2023 году McDonalds организовал специальную акцию, приуроченную к этому событию. В рамках акции был представлен Grimace Shake, который быстро стал интернет-мемом на различных платформах социальных сетей.
12 июня 2024 года Гримас сделал свой первый и торжественный бросок на игре New York Mets, которые в то время переживали трудные времена. После его появления команда вышла на серию из семи побед, и Гримас был тепло принят фанатами.

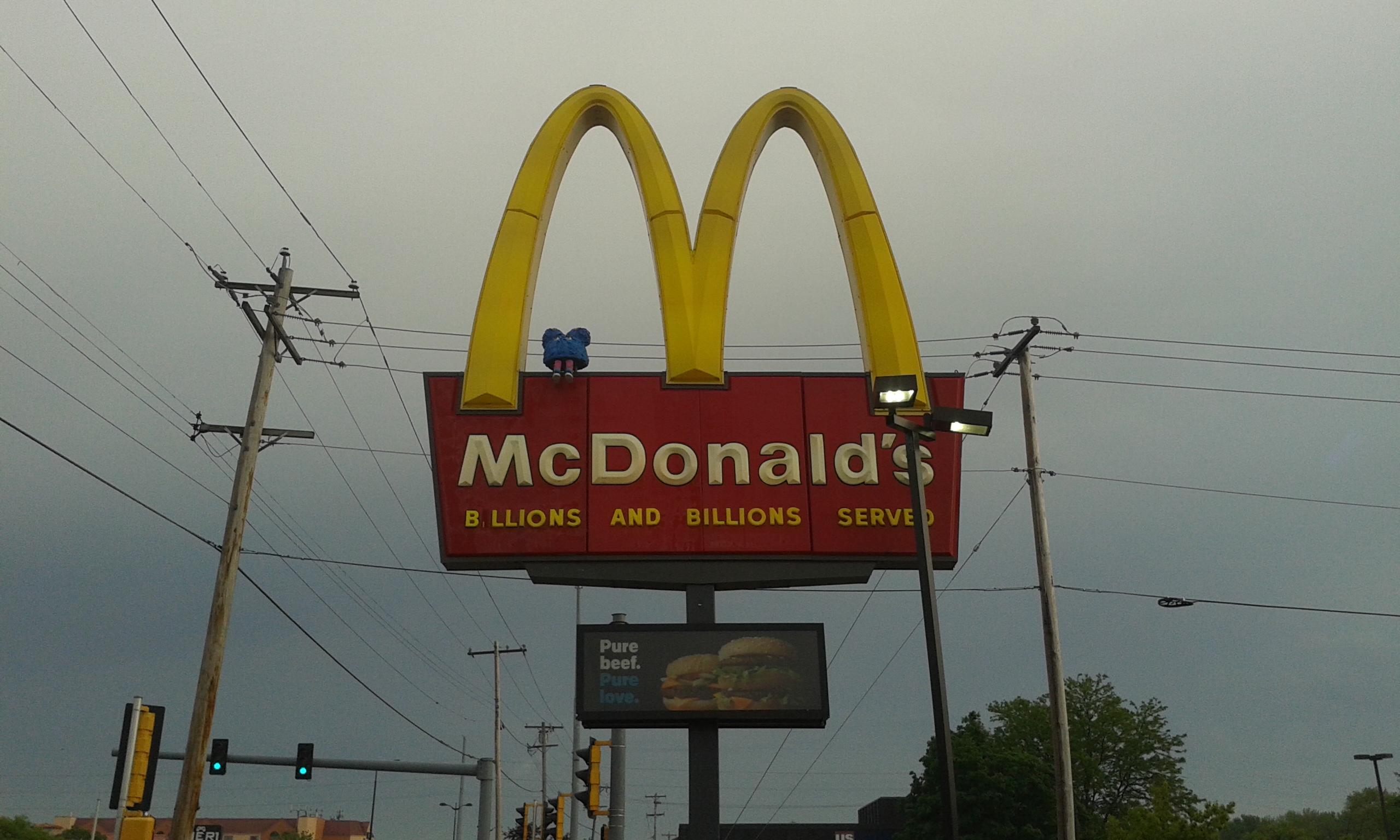
Синий Fry Kid сидит на вывеске McDonald's в Гринфилде, штат Висконсин.

Fry Kids — персонажи, которые впервые появились в 1972 году под названием «Гоблины». Это маленькие, лохматые, шарообразные существа с ногами, но без рук. Они постоянно пытаются украсть картофель фри у других персонажей. Среди них есть как парни (Fry Guys), так и девушки (Fry Girls). В 1998 году Fry Kid № 1 был жёлтым, Fry Kid № 2 — красным, а Fry Kid № 3 — синим.
Birdie the Early Bird — это яркая жёлтая птица, одетая в розовый комбинезон, лётную шапочку и шарф. Она была представлена в 1980 году как первый женский персонаж. Созданная для продвижения новых завтраков компании, эта птица изображается как не очень опытный летчик и несколько неуклюжий человек.
The Happy Meal Gang — персонажи, созданные в 1979 году, которые стали неотъемлемой частью бренда Happy Meals. В 1984 году к ним присоединились McNugget Buddies, а в 1992 году — Happy Meal Box и Under 3 Toy.
В составе этой команды можно встретить The Happy Meal Hamburger, Happy Meal Fries и Happy Meal Drink. А вот персонаж Happy Meal Box так и не получил голоса, но в 2010-х годах стал неотъемлемой частью маркетинговой кампании бренда.
Uncle O'Grimacey — персонаж, который впервые появился в 1977 году в рекламе McDonald's, посвящённой Дню Святого Патрика и ежегодному появлению коктейля Shamrock Shake. Он изображён в образе дяди Гримаса.
CosMc — это инопланетянин, который стал известен благодаря рекламным роликам, появившимся в середине 1980-х годов. Он также был персонажем видеоигры M.C. Kids. 
CosMc время от времени посещал мир McDonaldland, чтобы украсть еду для своей родной планеты CosMcland. Его речь представляла собой смесь звуков, напоминающих роботов, и обычной речи.
Этот персонаж послужил вдохновением для создания ресторана CosMc's.
The McNugget Buddies — это группа антропоморфных цыплят, созданных в 1984 году. Их размер соответствовал размеру обычных цыплят-макнаггетсов. В период с 1998 по 2003 год гребень, руки и ботинки Макнаггета № 1 были синего цвета, у Макнаггета № 2 — красного, а у Макнаггета № 3 — фиолетового.
Bernice — существо, появившееся в 1992 году и питающееся несъедобными вещами, как в сценарии из трёхсерийной рекламы «Ronald McDonald Makin' Movies».
Vulture — безымянный стервятник, обладавший монотонным голосом.
Sundae — собака Рональда, которая впервые появилась в мультфильме «The Wacky Adventures of Ronald McDonald». Она была анимирована с помощью кукол, созданных Optic Nerve Studios, Inc. Кукловоды Марк Гарбарино, Брайан Блэр, Рассел Шинкл и Шон Смит помогали в создании образа Сандэй.
Iam Hungry — это популярный, но недолговечный персонаж Макдоналдленда. Он был создан в 1998 году и удален из сериала в 2001 году. Iam Hungry позиционирует себя как «вице-президент по закускам». Этот персонаж представляет собой быстро движущийся зелёный пушистый шар с оранжевыми руками и ужасным лицом. Его отличает отменный аппетит.
Mike the Microphone — персонаж, который появился лишь один раз, созданный специально для альбомов Kid Rhino Ronald Makes It Magic и Ronald McDonald Presents Silly Sing Along.
Мэр МакЧиз — это огромный персонаж с головой, напоминающей чизбургер. Он впервые появился в 1971 году и был удален из шоу в 1985-м.
Мэр МакЧиз носил цилиндр, дипломатическую ленту и очки-пенсне. Его изображали как неуклюжего и некомпетентного мэра Макдоналдленда.
Сид и Марти Кроффты подали иск против этого персонажа, утверждая, что он похож на HR Pufnstuf. Оба были героями с огромными головами, которые выступали в роли избранных лидеров фантастических миров.

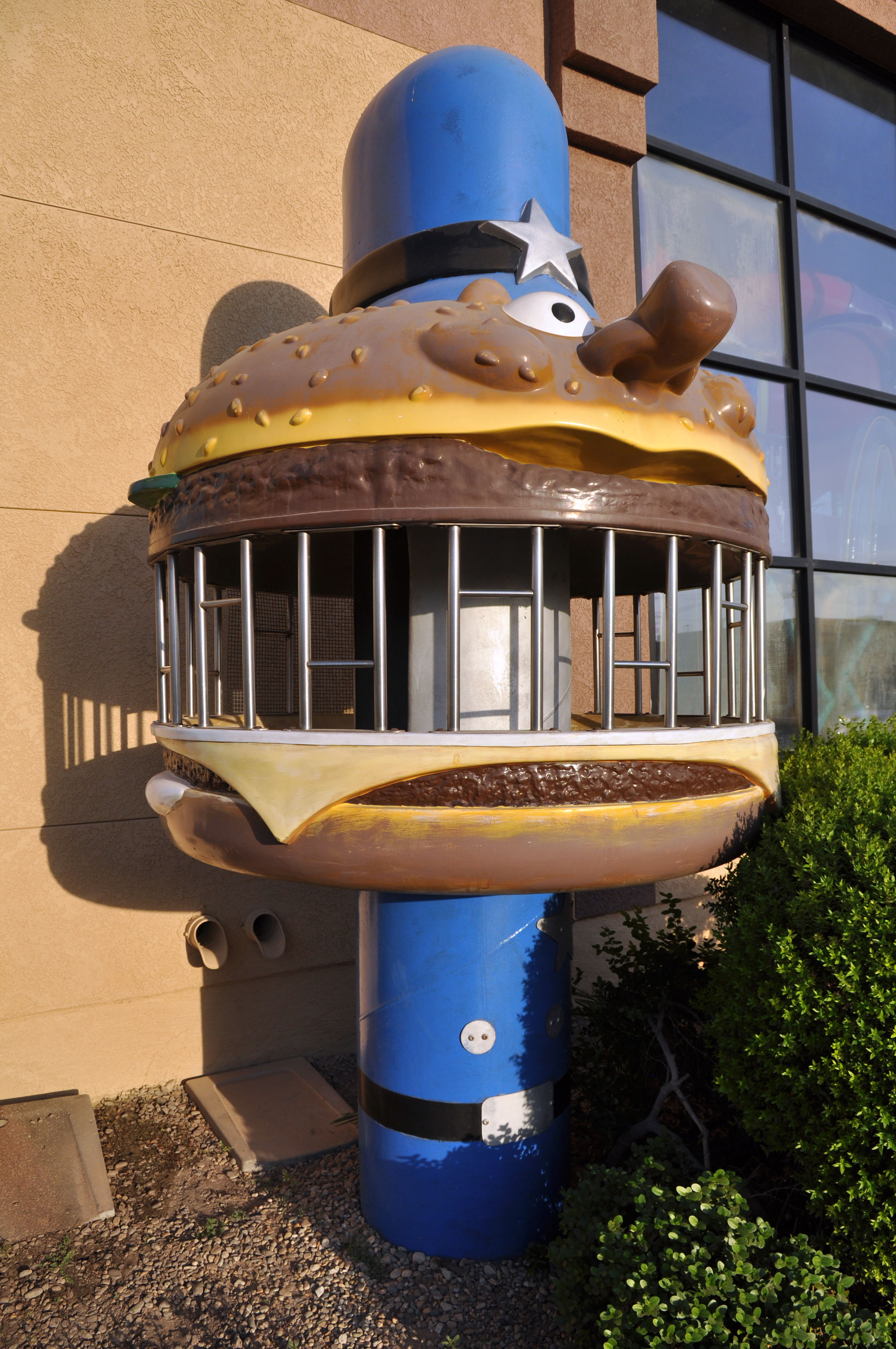
Офицер Биг Мак.

Officer Big Mac — персонаж, впервые представленный в 1971 году и исключённый из сериала в 1985-м. Внешне он похож на мэра МакЧиза, поскольку у него вместо головы огромный бургер. Однако в его случае это Биг Мак, а не чизбургер.
Офицер Биг Мак является начальником полиции и носит форму констебля с непропорционально маленьким шлемом смотрителя на его пучке волос. Будучи главным блюстителем закона и порядка в Макдоналдленде, он проводит большую часть своего времени, преследуя Гамбурглара и капитана Крука.
Captain Crook — это пиратский капитан, который впервые появился в 1971 году как один из главных антагонистов. Он был исключён из сериала в 1985 году.
Капитан Крук известен тем, что крадёт сэндвичи Filet-O-Fish и часто интерпретирует тарабарщину Гамбурглара. В 1984 году его образ был пересмотрен: он стал похож на Маппет-персонажа. Позже его стали называть просто «Капитан». У него есть попугай, и он командует кораблем SS Filet-O-Fish.
The Professor — это учёный, который занимается изобретательством и исследованиями в Макдоналдленде. Он появился в сериале в 1971 году и с тех пор придумал множество удивительных устройств, которые можно найти в разных уголках этого удивительного мира.
Среди его изобретений — Психоделическая электронная гамбургерная машина, Ужин-гонг, невидимая машина, которая помогала Рональду Макдоналду добираться до Макдоналдса, чтобы увидеться с детьми, магнитная бита и Chicken McNugget Dip-O-Matic.
В своих первых появлениях Профессор представал в образе мужчины в очках с бородой, волосами до шеи и шляпой. Однако в 1980-х годах его облик изменился: он стал мужчиной в очках с усами, длинным носом и шлемом с лампочкой.
В 1985 году персонаж был исключён из сериала.
Happy – это антропоморфная коробка от Happy Meal, представленная в 2009 году. Он стал новым талисманом McDonald's, сменив Рональда Макдональда. Отличительными чертами Happy являются квадратное красное тело, широкая улыбка, человеческие зубы и глаза, а также гибкие тонкие руки и ноги.
В различных рекламных кампаниях Happy взаимодействовал с популярными персонажами, такими как Миньоны и Супер Марио, среди прочих.